# Gottlieb Zinner & Söhne

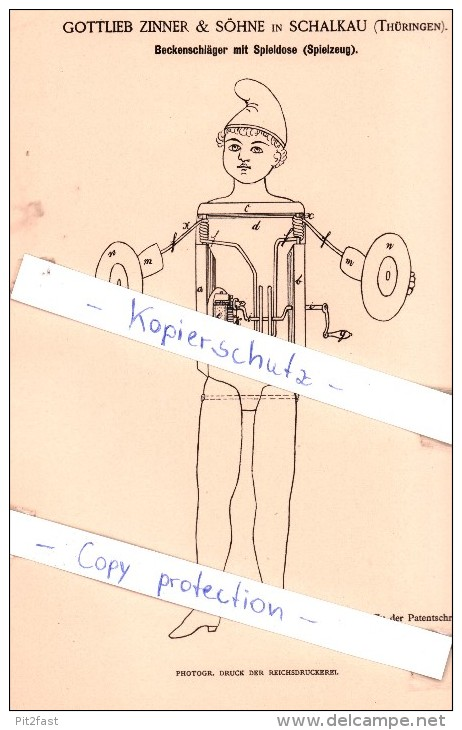
Aufziehbarer „Beckenschläger mit Spieldose ...“;
aus der Patentschrift Nr. 37498 vom 15. April 1886, gedruckt von der Reichsdruckerei

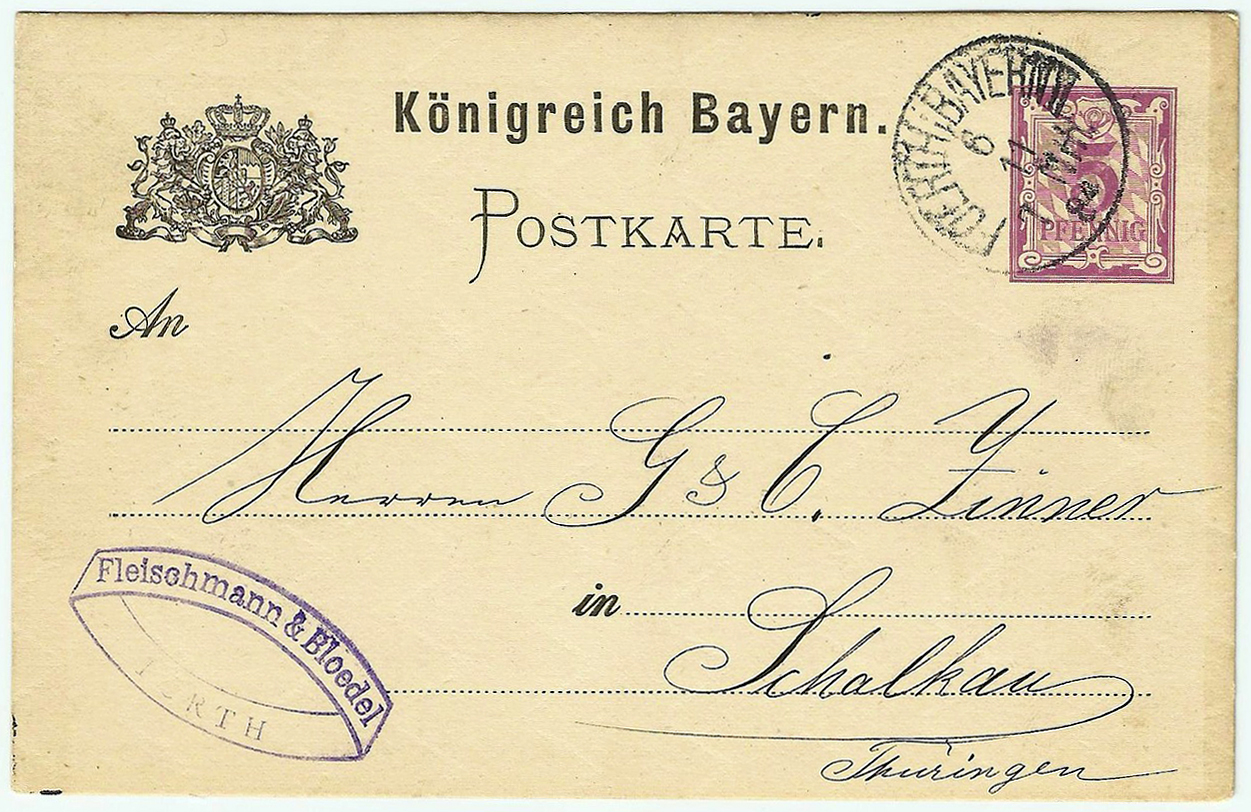
1884 datierter Postkarten-Vordruck des Königreichs Bayern mit blauem Stempel von Fleischmann & Bloedel aus Fürth an G & S Zinner in Schalkau

Gottlieb Zinner & Söhne war der Name eines in der ersten Hälfte des 19. Jahrhunderts in Thüringen gegründeten Spielzeug-, Automaten- und Puppenherstellers mit Sitz in Schalkau.

## Geschichte
Das Unternehmen wurde 1845 gegründet und spezialisierte sich sowohl auf Automaten wie auch auf Billigprodukte für den Spielwarenmarkt.
In den Jahren von 1921 bis 1935 produzierte die Firma zudem bekleidete und Gelenkpuppen. Eine vorgefundene Markung auf den Produkten war ein auf der Spitze stehender sechszackiger Stern, in dessen Mitte der Buchstabe Z in einem Kreis abgebildet war.
Produkte des Unternehmens, wie etwa ein aus Papiermaché, Kompositionsmasse und Glas hergestellter Süßigkeiten-Behälter in Form eines bemalten Weihnachtsmannes, wurden im Jahr 2016 auf dem Sammlermarkt mit bis zu fünfstelligen Beträgen angeboten.
Im Heimatmuseum Schalkau, gelegen an der Deutschen Spielzeugstraße, findet sich Blechspielzeug von Gottlieb Zinner & Söhne wie etwa eine bewegliche Weihnachtsszene in einer Puppenstube.
Im Spielzeugmuseum Nürnberg findet sich unter der Inventar-Nummer 1970.1218 zudem ein um 1910 hergestellter Puppenautomat von Gottlieb Zinner & Söhne.